# قردب
القُرْدُب  أو القَرْدَب أو نُجَم نوع نبات يتبع جنس البَطْبَاط من الفصيلة البطباطية.